# ВЕС Горнс-Ріф 2
ВЕС Горнс-Ріф 2 (дан. Horns Rev Havmøllepark) — данська офшорна вітрова електростанція, введена в експлуатацію у 2009 році в Північному морі біля мису Блавандс (найзахідніша точка Данії). На момент спорудження була найпотужнішою офшорною електростанцією світу, проте вже за рік поступилась цим званням британській станції Танет.
Місце для розміщення ВЕС обрали за 30 км від західного узбережжя півострова Ютландія. Більшу частину будівельних робіт виконали судна компанії А2 Sea. Так, Sea Jack спорудило 92 фундаменти, тоді як Sea Power доставило та змонтувало 91 вітровий агрегат і житлову платформу. Можливо зауважити, що останнє судно діяло і на підготовчому етапі, коли провело геотехнічні дослідження (разом з Sea Energy) та спорудило метеорологічний пост.
Транспортування та монтаж опорної основи («джекету») та надбудови з обладнанням офшорної трансформаторної підстанції виконав плавучий кран Matador 3, при цьому закріплення основи за допомогою паль, заглиблених на 28 метрів під морське дно, здійснило все те ж Sea Power. Підстанція сполучена містком з житловою платформою (остання, до речі, стала першим об'єктом такого типу в офшорній вітроенергетиці).
Головний експортний кабель довжиною 42 км, розрахований на напругу 150 кВ, уклало судно Team Oman. При цьому через погану погоду воно не змогло завершити роботу, і в подальшому заведення кабелю на берег виконало Henry P. Lading.
Вітроелектростанція складається із 91 вітрової турбіни компанії Siemens типу SWP 2.3-93 з одиничною потужністю 2,3 МВт та діаметром ротору 93 метри. Вони встановлені на баштах висотою 68 метрів в районі з глибинами моря біля 10 метрів.
За рік станція виробляє біля 800 млн кВт-год електроенергії.